# Walter Barfuß (Jurist)
Walter Barfuß (* 1. Februar 1937 in Wien) ist ein österreichischer Rechtsanwalt, Ehrenpräsident von Austrian Standards International (1997–2002 dessen Vizepräsident, 2002 bis September 2021 dessen Präsident), Aufsichtsratsvorsitzender der Wien Holding GmbH, Aufsichtsratsvorsitzender der E-Control und Präsident der Wiener Juristischen Gesellschaft. Von 2002 bis 2007 war Barfuß Generaldirektor für Wettbewerb (Leiter der Bundeswettbewerbsbehörde).

## Leben
Nach der Matura 1955 studierte Walter Barfuß Rechtswissenschaften an der Universität Wien, wo er 1959 zum Dr. iur. promovierte und 1963 zum Dr. rer. pol. Nach Ablegung der Rechtsanwaltsprüfung (1964) war Walter Barfuß als Verteidiger in Strafsachen tätig und gründete 1967 eine Kanzleipartnerschaft mit Fritz Schönherr (Rechtsanwaltssozietät „Schönherr Barfuß Torggler & Partner“; seit 2001 „Schönherr Rechtsanwälte“), der er bis 2002 angehörte. 1969 erfolgte die Habilitation als Universitätsdozent für Verfassungsrecht und für Verwaltungsrecht an der Universität Wien. 1976 wurde ihm der Berufstitel „ao. Universitätsprofessor“, 1997 der Berufstitel „o. Universitätsprofessor“ verliehen.
Neben Lehr- und Prüfungstätigkeit an der Fakultät für Rechtswissenschaften der Universität Wien (bis 2003) war Walter Barfuß 1976–1993 Universitätslektor für Lebensmittelrecht an der Formal- und Naturwissenschaftlichen Fakultät der Universität Wien, ab 1995 Mitglied (seit 1998: Vizepräsident) der Kommission für ein Nachdiplomstudium im Europäischen und Internationalen Wirtschaftsrecht an der Universität St. Gallen sowie von 1991 bis 2001 Mitglied des Kuratoriums des „Ludwig-Boltzmann-Instituts für Gesetzgebungspraxis und Rechtsanwendung“ und weiters (1998–2009) Kuratoriumsmitglied des „Ludwig-Boltzmann-Instituts für Europarecht“. 2002–2007 war Walter Barfuß „Generaldirektor für Wettbewerb“ (weisungsfrei gestellter Leiter der Bundeswettbewerbsbehörde im Rang eines Sektionschefs).
Walter Barfuß ist Ehrenpräsident von Austrian Standards International (1997–2002 dessen Vizepräsident, 2002 bis September 2021 dessen Präsident), Aufsichtsratsvorsitzender der Wien-Holding GmbH, Aufsichtsratsvorsitzender der Energie-Control Austria für die Regulierung der Elektrizitäts- und Erdgaswirtschaft (E-Control) und Präsident der Wiener Juristischen Gesellschaft.

## Wissenschaftliche Arbeitsgebiete
- Vorstandsmitglied der Österreichischen Vereinigung für gewerblichen Rechtsschutz und Urheberrecht (1970–2002); 1988–1998: Vizepräsident
- Ständiger Experte im Unterausschuss Lebensmittelrecht des Gesundheitsausschusses des Nationalrats (1972–1974)
- Mitglied der Codexkommission (Kommission zur Herausgabe des Österreichischen Lebensmittelbuchs) (1975–2000)
- Mitglied des Juristischen Komitees des Österreichischen Verbands der Markenartikelindustrie (1980–2002)
- Generalsekretär der Österreichischen Verwaltungswissenschaftlichen Gesellschaft (1988–2002), ab 2010 im Vorstand[9]
- Mitglied des wissenschaftlichen Ausschusses für Freisetzung und Inverkehrbringen der Kommission nach § 87 Gentechnikgesetz (1995–1998)
- Vorsitzender der Deregulierungskommission (1995–1999) sowie der Wirtschaftsrechtskommission (1999–2002)[10] beim Bundesministerium für wirtschaftliche Angelegenheiten (jetzt: Bundesministerium für Wirtschaft, Familie und Jugend)

Praktische und wissenschaftliche Schwerpunkte der Tätigkeit von Walter Barfuß umfassen Verfassungsrecht (im Besonderen: Organisations- und Verfahrensrecht sowie Grundrechte) Verwaltungsrecht (im Besonderen: Wirtschaftsverwaltungsrecht) sowie Grenzgebiete des Wirtschaftsrechts zwischen Privatrecht und Öffentlichem Recht, insbesondere Kartell- und Wettbewerbsrecht.
Walter Barfuß ist Redaktionsmitglied bzw. Mitherausgeber verschiedener juristischer Fachzeitschriften wie:
- Österreichische Zeitschrift für Wissenschaft, Technik, Recht und Wirtschaft – „Ernährung“
- Österreichische Blätter für gewerblichen Rechtsschutz und Urheberrecht – „ÖBI“[12]
- Österreichische Zeitschrift für Wirtschaftsrecht – „ÖZW“
- Fachzeitschrift für Wirtschaftsrecht – „ecolex“
- European Law Reporter – „ELR“ (Luxemburg / St. Gallen)
- Mitherausgeber der Gesetzesausgaben „Lebensmittelrecht“ und „Kartellrecht“ und Koautor „Österreichisches Kartellrecht“ (alle: Verlag Manz, Wien)

## Ehrungen / Auszeichnungen
- Goldenes Ehrenzeichen für Verdienste um die Republik Österreich (1952) (1986)
- Österreichisches Ehrenkreuz für Wissenschaft und Kunst, I. Klasse (1992)
- Verdienstkreuz 1. Klasse des Verdienstordens der Bundesrepublik Deutschland (1996)
- Großes Goldenes Ehrenzeichen für Verdienste um das Bundesland Niederösterreich (1997)
- Großes Ehrenzeichen des Landes Burgenland (1999)
- Goldenes Ehrenzeichen für Verdienste um das Land Wien (2000)
- Silbernes Komturkreuz des Ehrenzeichens für Verdienste um das Land Niederösterreich (2002)
- Großes Goldenes Ehrenzeichen für Verdienste um die Republik Österreich[13] (2004)
- Goldener Rathausmann der Stadt Wien (2007)
- Goldenes Doktordiplom der Universität Wien (2009)
- Großes Silbernes Ehrenzeichen mit dem Stern für Verdienste um die Republik Österreich (2010)[13]
- Großes Silbernes Ehrenzeichen für Verdienste um das Land Wien (2011)[14]
- Großes Goldenes Ehrenzeichen für Verdienste um das Land Wien (2019)[15]